# ميرغت (سيدي حساين أو علي)
ميرغت هي إحدى مشيخات المملكة المغربية، تتبع جغرافيا لإقليم سيدي إفني وإداريًا لسيدي حساين أو علي. يقدر عدد سكانها بـ 2476 نسمة حسب الإحصاء الرسمي للسكان والسكنى لسنة 2004.